# Litani
Pour les articles homonymes, voir Lawa (rivière).
Le Litani (en arabe : نهر الليطاني; – Nahr al-Litani, en grec : le Léontes – Λέοντες, « Les Lions ») est un important fleuve irriguant le centre de la Bekaa et le Sud du Liban. Son cours, entièrement sur le territoire libanais et long de plus de 140 km, traverse la plaine de la Bekaa et se jette dans la mer Méditerranée, au nord de Tyr.

## Géographie
Le cours du Litani est représentatif, dans ses différentes séquences, de la variété des paysages et de la géographie du Liban, traversant tour à tour des plaines semi-arides, des plaines irriguées, des reliefs montagneux escarpés, et une plaine littorale (plaine de Qasmiyeh) plantée d'orangers, de bananiers et de produits maraîchers. Il est très important pour l’agriculture libanaise et très sollicité pour l'irrigation (notamment depuis le barrage de Qaraoun), l'eau potable (station de Taybé notamment) et l'électricité (centrale de Markaba).

## Histoire
Les eaux du Litani ont été régulièrement convoitées par Israël. Le mouvement sioniste, avant la création de l'État d'Israël, avait plaidé auprès de la France et de l'Angleterre pour un tracé des frontières qui permette de faire bénéficier de ses eaux les foyers juifs implantés en Palestine.
Le Litani a été considéré, dans le cadre du conflit du Proche-Orient, comme une frontière, dont le franchissement, par exemple par les troupes syriennes, devait être considéré comme une menace sérieuse pour sa propre sécurité. Dans le cadre de l'Opération Litani tout comme au cours de la guerre du Liban en 1982 et 1985, la zone sud du fleuve a été occupée par des troupes israéliennes.
Dans la Résolution 1701 du Conseil de sécurité des Nations unies de 2006, le fleuve Litani est utilisé pour marquer la ligne au sud de laquelle aucune milice armée n'est autorisée, ce qui vise en particulier celle du Hezbollah ; seules les Forces armées libanaises et la Force des Nations Unies y étant autorisées.

## Le barrage de Qaraoun
Qaraoun, un lac artificiel de 11 km2, a été créé par le barrage Albert Naccache du fleuve Litani, est haut de 60 mètres et long de 1 350 mètres. Les travaux de construction du barrage se sont terminés au début des années 1960. Un évacuateur de crues de 6 503 mètres transporte l'eau à la station hydroélectrique, où les générateurs produisent un maximum de 185 mégawatts d'électricité. C'est le plus grand projet hydroélectrique au Liban. Le barrage est aussi destiné à fournir l'irrigation de 310 km2 de terres agricoles dans le sud du Liban et de 80 km2 dans la vallée de la Bekaa. Le lac a une administration et un certain nombre de restaurants spécialisés dans les truites fraîches.